# 熊出没·狂野大陆
《熊出没·狂野大陆》是2021年上映的中国喜剧科幻动画电影，是熊出没系列电影的第7部，原定于2020年春节档2020年1月24日大年三十在中国内地上映，后受疫情影响撤档。
由华强方特（深圳）动漫有限公司、浙江横店影业有限公司、融创文化旗下企业乐创影业（天津）有限公司、北京联瑞影业有限公司、方特影业投资有限公司等公司联合出品。
电影讲述的是狗熊岭附近开了一间 “狂野大陆”，光头强慕名来到此地，和熊二以及“神秘人”组队参加了“变身大赛”，可紧接着比赛中的变身动物发生了奇怪的兽化，威胁到了所有人，为此光头强和两熊再次挺身而出，拯救危机的故事。
該片定於2021年2月12日（农历大年初一）在中國大陸上映。

## 剧情简介
在电影中，“狂野大陆”通过佩戴基因改变手镯，客人可以将自己变成各种各样的动物，提供了传奇的体验。光头强发现狂野大陆正在举办一项具有巨额大奖的竞赛，并决定参加。他与熊二和一名叫乐天的神秘男子合作，惊人地赢得了比赛。此后不久，乐天被发现试图由房主湯姆秘密复制公园数据，而光头强发现混合来宾正在流氓并攻击他人。

## 演职员

### 导演
- 丁亮
- 邵和麒[5]

### 配音演员
- 张秉君（饰：熊二）
- 谭笑（饰：光头强）
- 张伟（饰：熊大）
- 刘沛（饰：乐天）
- 周子瑜（饰：王元宝）
- 朱光祖（饰：汤姆&霍普）
- 贾晨露（饰：小可）

## 动画音乐

### 插曲
| 曲目         | 作词         | 作曲   | 演唱者                             | 备注 |
| ------------ | ------------ | ------ | ---------------------------------- | ---- |
| 《奇迹无限》 | 林乔、刘恩汛 | 陈雪燃 | 何洛洛、焉栩嘉、翟潇闻、赵磊、赵让 | 插曲 |

《奇迹无限》（电影《熊出没·狂野大陆》插曲）
- 演唱者：R1SE何洛洛 R1SE焉栩嘉 R1SE翟潇闻 R1SE赵磊 R1SE赵让
- 作词：林乔/刘恩汛
- 作曲：陈雪燃
- 编曲：陈雪燃
- 制作人：陈雪燃
- 监制：翟佳
- 吉他：Justin Smith
- 小型弦乐: NEM Studios Session Strings
- 混音&母带：NEM Studios
- 制作发行公司：北京听见时代娱乐有限公司

## 主题聚焦
本次《熊出没·狂野大陆》故事主题聚焦“快乐”。电影也深层次地探究了快乐对人们行为的影响与快乐的真谛。导演希望无论观影的小朋友们还是大朋友们，都能够随着剧情一同思考“快乐是什么？”希望电影不仅能让大家开怀大笑，也能潸然泪下，更可以对当下生活有所思考，对未来的人生有所感悟。

### 渲染
预告片中惊鸿一瞥的狂野大陆比赛场馆，在电影正片之中出现了近20分钟，总计超过500多个镜头，解算量惊人。据片方称，动画整体地形、自然风貌乃至气候变化极其复杂，每天需要用3000台机器同时渲染，累计数月才最终完成，其中一段仅3分钟的段落，平均渲染时长高达20小时每帧，相当于120台机器24小时不间断渲染30天的工作量。
为使动物形象生动逼真，影片大量使用国际领先的Xgen毛发系统，并自主研发方特角色绑定系统。本片中多达387个角色栩栩如生，同比去年增加50%以上，动物造型的角色占63%，毛发量最多的角色更达到上千万根，逼真细腻的角色渲染创下“熊出没系列之最”。

## 反響

### 票房
影片上映首日票房破1亿，成为2021年首部单日票房破亿的动画电影，上映第3天，累计票房破2亿，排片占比从5.7%逆势上涨到7.7%，稳居第二。

### 评价
截至2月14日，影片在豆瓣的评分为6.8分，猫眼8.9分。